# Треттебергстуен, Анетт
Анетт Треттебергстуен (норв. Anette Trettebergstuen; род. 25 мая 1981, Хамар, Хедмарк) — норвежская политическая и государственная деятельница. Член Рабочей партии. Депутатка стортинга с 2005 года. В прошлом — министр культуры и гендерного равенства Норвегии (2021—2023).

## Биография
Родилась 25 мая 1981 года в Хамаре. Дочь врача Стейнара Треттебергстуена (Steinar Trettebergstuen) и медсестры Ирен Сёберг (Irene Søberg).
В 2000 году окончила гимназию в Хамаре. В 2001 году изучала политологию в Университете Осло, в 2002—2003 годах — публичное управление в Университетском колледже Осло (HiO, ныне Метропольный университет Осло).
В 2000—2001 годах работала интервьюером по телефону в Nielsen, в 2000—2002 годах — сотрудник проекта в Europeisk Ungdom («Европейская молодежь»), в 2002—2003 годах в выходные дни в Доме помощи Вестенга (Vestenga Avlastningshjem) в Хамаре.
В 2004 году работала диджеем,а также журналистом в ежедневной газете Hamar Dagblad.
С 2004 года — член наблюдательного совета банка Sparebanken Hedmark.
В 1998—2000 годах — председатель Europeisk Ungdom («Европейская молодежь») в фюльке Хедмарк, в 2000—2001 годах — член центрального совета «Европейской молодежи», в 2001—2002 годах — заместитель по политическим вопросам председателя «Европейской молодежи».
В 2002 году была секретарём молодёжного крыла Рабочей партии в фюльке Хедмарк, в 2002—2004 годах — председатель молодёжного крыла Рабочей партии в фюльке Хедмарк, с 2004 года — член центрального правления молодёжного крыла Рабочей партии. В 2003—2005 годах — политический советник парламентской фракции Рабочей партии. С 2004 года — заместитель председателя отделения Рабочей партии в фюльке Хедмарк. С 2009 года — член центрального правления Рабочей партии. С 2019 года возглавляет «женское крыло» Рабочей партии.
В 1999—2003 годах — депутат муниципального совета Хамара, в 2003—2005 годах — член президиума Хамара.
По результатам парламентских выборов 2005 года избрана депутатом стортинга в округе Хедмарк. Переизбиралась в 2009, 2013, 2017 и 2021 годах. В 2017 и 2021 годах возглавляла партийный список в округе. Была членом Комитета по иностранным делам (2005—2009), вторым заместителем Комитета по труду и социальным вопросам (2009—2013), членом Комитета по труду и социальным вопросам (2013—2015), вторым заместителем председателя Комитета по семье и культуре (2015—2017), первым заместителем председателя Комитета по семье и культуре (2017—2021). Была членом правления парламентской фракции Рабочей партии в 2009—2021 годах. С 14 октября 2021 года её замещает в стортинге Эвен Эриксен.
В 2018 году в соавторстве с главой норвежской Национальной ассоциации геев и лесбиянок Бордом Нюлундом (Bård Nylund) опубликовала книгу «Гомо» (Homo). За эту книгу получила Литературную премию Сёрланна. Входит в Консультативный совет Фонда Харви Милка (Harvey Milk Foundation), поддерживающего LGBTQ-сообщество.
14 октября 2021 года назначена министром культуры и гендерного равенства Норвегии в правительстве Йонаса Гара Стёре. 28 июня 2023 года ушла в отставку после нескольких случаев конфликта интересов при назначении друзей на руководящие должности в культурной сфере. Её сменила Любна Яфферю.

## Личная жизнь
Родила в июне 2017 года сына Густава (Gustav). Является лесбиянкой. Отцом ребёнка стал друг-гей Кристиан Берг (Christian Berg).